# 诺基亚N73
诺基亚 N73（Nokia N73），是诺基亚公司出品的一款智能手机。
到2006年末，N73手机与其他的诺基亚N系列和E系列手机一样，都安装了许多的应用程序：包括联系方法、短信、图片与视频浏览器，音频播放器，可视FM收音机，RealPlayer，IM客户端，WAP浏览器，基于KHTML／Webkit的完整网页浏览器，Microsoft Office文档查看器，PDF查看器及一些游戏。这些程序中的多数支持后台运行；例如，一位使用者可以在浏览互联网的同时播放音乐；还能在不关闭任何程序的情况下，切换到编辑器中撰写一节文字信息或一篇电子邮件。非“智能手机”通常不能，或者仅能以相当受限的方式完成这些工作；例如，那些只有音乐播放器能在后台运行的手机。与其他“N”或“E”系列手机最大的差别在于，N73拥有320万像素自动对焦的照相机，这在其发售之时是市场上最好的配件。N73不支持Wi-Fi。在中国大陆发行的N73手机，由于该地区尚未颁发3G牌照以及政策准入等因素，不得已去掉了WCDMA连接功能。另外一个N73不支持的功能则是GPS，不过这个功能在N73的换代者N82上得到了支持。
Java应用程序同Symbian（S60第三版）应用程序一样，可以由使用者安装或卸载，无论是使用诺基亚PC套件（Nokia PC Suite）中的模块还是其自带的安装程序。特别地，诺基亚支持用户使用套件（Nokia PC Suite）中的模块自行升级N73的固件。由于N73可以通过蓝牙和USB大容量存储的方式访问，它可以与支持蓝牙或USB大容量存储方式的设备（譬如安装有Microsoft Windows、Linux的个人计算机，或者使用Mac OS X的麦金塔计算机等）进行大量的文件传送。N73使用数据库系统支持“Gallery”式的应用程序（永久在后台运行，以减少搜索与操作时间的程序），同时数据库还能在设备上进行本地更新。这意味着支持的图像、视频与音频文件可以放在文件系统的任何路径下，均可轻松访问；而就MP3音频文件而言，则按ID3标签分类（例如：“专辑”、“艺术家”等）。

## 音乐版
除了普通的N73外，诺基亚后来还发行了N73的“音乐版”。音乐版在硬件上并未作出改变，但袖珍键盘上的“多媒体”按钮给打开音乐播放器的按钮替换了。音乐版还包括了2GB存储卡，手机也从银白色外观变成了黑色。音乐版中的音乐播放器支持原版中不支持的专辑列表和播放列表。还有一个改进的功能是，“播放”、“暂停”、“下一首”、“上一首”可以使用手机上的导航键进行操作，而不用像原版N73那样必须滚动选项条后再选择。

### 评论
- 诺基亚N73 - Mobile-review.com的评论（页面存档备份，存于）
- 诺基亚N73 - All About Symbian的评论（页面存档备份，存于）
- 诺基亚N73 - MobileTechReview的评论（页面存档备份，存于）
- 诺基亚N73：跑道内圈 - MobileMania & GSM Arena的评论（页面存档备份，存于）
- CNET UK评论
- 诺基亚N73i - CNET.com.au评论（页面存档备份，存于）